# モルモン大隊

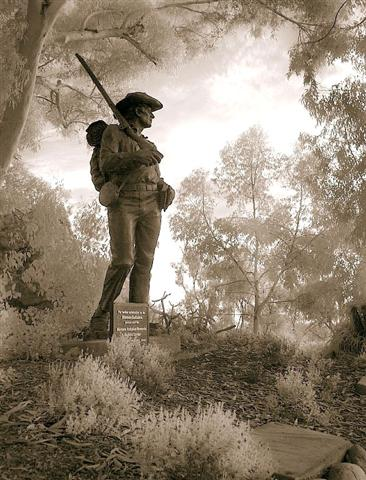
サンディエゴに建つモルモン大隊のモニュメント

モルモン大隊 (モルモンだいたい、英：Mormon Battalion) とは、米墨戦争中の（1846年7月から1847年7月）に結成され活動した、殆どが末日聖徒イエス・キリスト教会（モルモン教）の信者で構成された、アメリカの軍隊のこと。　アメリカの軍事史において唯一の宗教的な「軍事部隊」である。　武力衝突の記録はなく、主な任務は、西部開拓に寄与する国道の敷設とフォートムーアの要壁の建造であったとされている。

## 概要
モルモン大隊は他の民族的、人種的な軍事部隊(南北戦争のアメリカ合衆国黒人部隊(w:United States Colored Troops)、インディアン戦争のバッファロー・ソルジャー、第二次世界大戦の日系アメリカ人による第442連隊)とは異なり、「末日聖徒イエス・キリスト教会」によって結成された部隊である。彼らは国からの支給金をブリガム・ヤング(w:Brigham Young)に提供し、モルモン開拓者がソルトレイクへ移動するのを助けた。
大隊は500名の志願兵の部隊で、そのほとんどは教団の信者であった。アイオワ州カウンシルブラフスからカリフォルニア州サンディエゴまで過酷な行軍をした。
モルモン大隊のメンバーの大部分は、イリノイ州ノーブー(w:Nauvoo, Illinois)において宗教的圧迫から逃れた信徒であった。
大隊の行軍と任務は、アメリカ西部の開拓、特に1853年のガズデン購入で得られたアリゾナ州南部の開発で活躍し、カリフォルニア州までの南の国道（馬車道）も開いた。大隊の退役軍人らは、アメリカ政府の西部開拓に重要な役割を担った。

## 起源
教団の最高責任者であったブリガム・ヤングは、長老ジェシー・C・リトルをワシントンD.C.に派遣し、モルモン教徒が西部への長旅ができるように、連邦政府からの援助を依頼した。
1846年6月の上旬、ジェームズ・ポーク大統領と何度も会談している間に部隊はカリフォルニアに到着してしまった。　アメリカ政府は、およそ500人の男性の協力を得るという教団の申し出を受け入れた。（しかし、その大統領命令は誤読され、モルモン教徒から成る部隊の協力を得るために、使者がアイオワ州の教団のキャンプに向かってしまったというエピソードが残っている。）
部隊は1846年7月16日、ジェームス・アレン大尉率いる有名な第1合衆国竜騎兵(w:1st Cavalry Regiment (United States))の、志願兵任務に召集された。
スティーブン・W・カーニー大佐（後の准将）によって派遣されたアレンは、ブリガムヤングが協力するまで、必要な隊員数を満たすことができないでいた。
結局、およそ500人の教団の男性がこのユニークな「連邦」の一個隊を志願した。それは、典型的な民兵や州の志願兵組織として組織化されなかった。いくつかの大家族、数名の軍人の妻、および多くの10代の少年たちが部隊に同伴し、軍事力よりも開拓者の一団として働いた。
モルモン大隊は、屈強で手慣れたベテランの、カーニー将軍指揮下の西部軍(w:Army of the West (1846))の一部となる予定で、西部軍は、ミズーリ志願兵の2連隊、カリフォルニアに船でやってくる予定のニューヨーク志願兵連隊、砲兵隊と歩兵大隊、カーニー自身の第1合衆国竜騎兵、そしてモルモン大隊が合流する予定であった。

## 行軍の開始

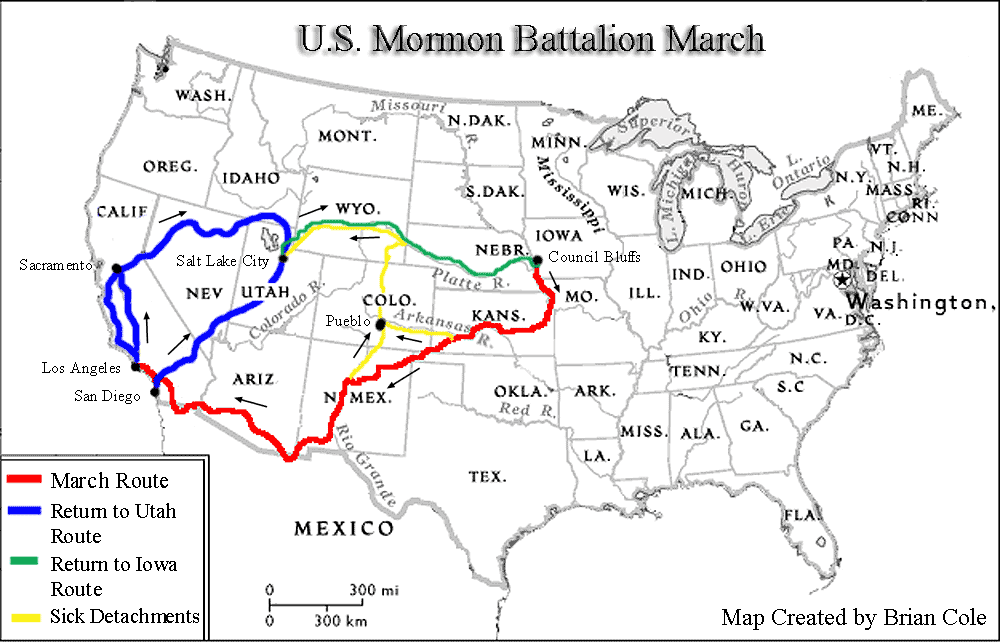
行軍の状況

部隊は8月30日にレブンワース砦に到着した。次の2週間、彼らは給料をもらって、彼らの装備品を受け取り、正式に戦闘部隊に組織化されたが、軍隊としての訓練の時間がほとんどなかった。新たに昇進したジェームス・アレン中佐は体調を崩し、カーニーの西部軍に追いつくためにサンタフェ・トレイル沿いに進軍するよう部隊に命令した。8月23日、アレンは死亡し、後のレブンワース砦国立軍事墓地(w:Fort Leavenworth Military Prison Cemetery)で埋葬された最初の士官となった。
アレンの死後、A中隊を指揮していたジェファーソン・ハント(w:Jefferson Hunt)大尉が、カンザス州のカウンシル・グローヴ(w:Council Grove, Kansas)に到達するまでの代理の司令官となった。
数日後、アンドリュー・ジャクソン・スミス中尉とアシスタントの外科医のジョージ・B・サンダーソン博士が到着し、モルモン教徒の同意のもとに、部隊の一時的な司令を引き継いだ。 
次の数週間、兵士たちは、スミス中尉とサンダーソン博士を、カンザスとニューメキシコの乾燥した平原の長い行進の間の、兵への待遇によって嫌うようになった。　兵士たちは、スミスの「厳格な軍規」と、サンダーソン博士から受ける「治療法」に慣れなかった。教団の長老が大隊の兵士に、軍における医療を避けるように進言したとき、軍当局と兵士らの中に緊張が起こった。スミスとサンダーソンは彼らを指揮していた間、典型的な男性であり、モルモン教徒に対して悪意をまったく持ってはいなかったが、部隊は厳格な規律を保てなかった。

## 司令官クック

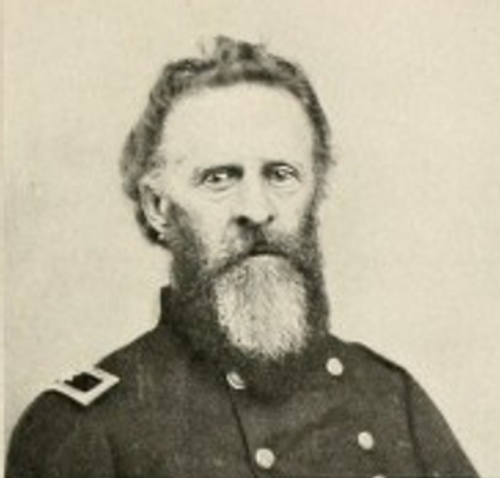
フィリップ・セントジョージ・クック大尉

10月にサンタフェに到着すると、カーニー将軍は、その時には中佐になっていた、フィリップ・セントジョージ・クック（Philip St. George Cooke）大尉を派遣していた。クックはカリフォルニアへ部隊の移動と、追加された国道の敷設という任務を持って部隊を指揮した。クックは南北戦争以前の素晴らしいフロンティア精神を持った将校の一人だった。サンタフェのほとんどの女性と子供たち、それと多くの病人を、現在のコロラド州のプエブロに送った。合計で3つの分遣隊が大隊を離れ、冬までにプエブロに行った。続く4ヶ月間と1,100マイルの道程で、クックは北米で最も困難な地勢のいくつかを渡って部隊を率いた。モルモンの兵士の大部分は、すぐこの優れた将校を尊敬して後に続くことを学んだ。集団は、ニューメキシコの別のガイドを雇った。それは冒険家でマウンテンマンのジャン・バティスト・シャルボノー（Jean Baptiste Charbonneau）で、彼は小さい時に、ルイス・クラーク探検隊と、彼の母親のサカガウィアと共に大陸を旅した。
スミス中尉とサンダーソン医師は、ウェストポイントを春に卒業したジョージ・ストーンマン（George Stoneman）中尉とともに、引き続き大隊と行動した。最終的にクック、スミス、ストーンマンのこれらすべての将校は、南北戦争の間の合衆国軍での高いレベルの司令を行うことになり、ストーンマンはカリフォルニアの州知事になった。

## メキシコ軍の逃亡
現在のアリゾナ州のツーソンに接近し、大隊は1846年12月16日、メキシコ兵の小さな分遣隊ともう少しで武力衝突するころであったが、大隊が接近した時、メキシコ兵は逃げた。進軍ルート沿いの地元のインディアン部族はこのアメリカ人兵士たちにとって友好的で役に立ち、情け深かった。モルモン兵士たちはインディアンから多くの灌漑の開発の仕方を学び、後にユタ州や他の地域でそれを用いた。

## 行軍の完了

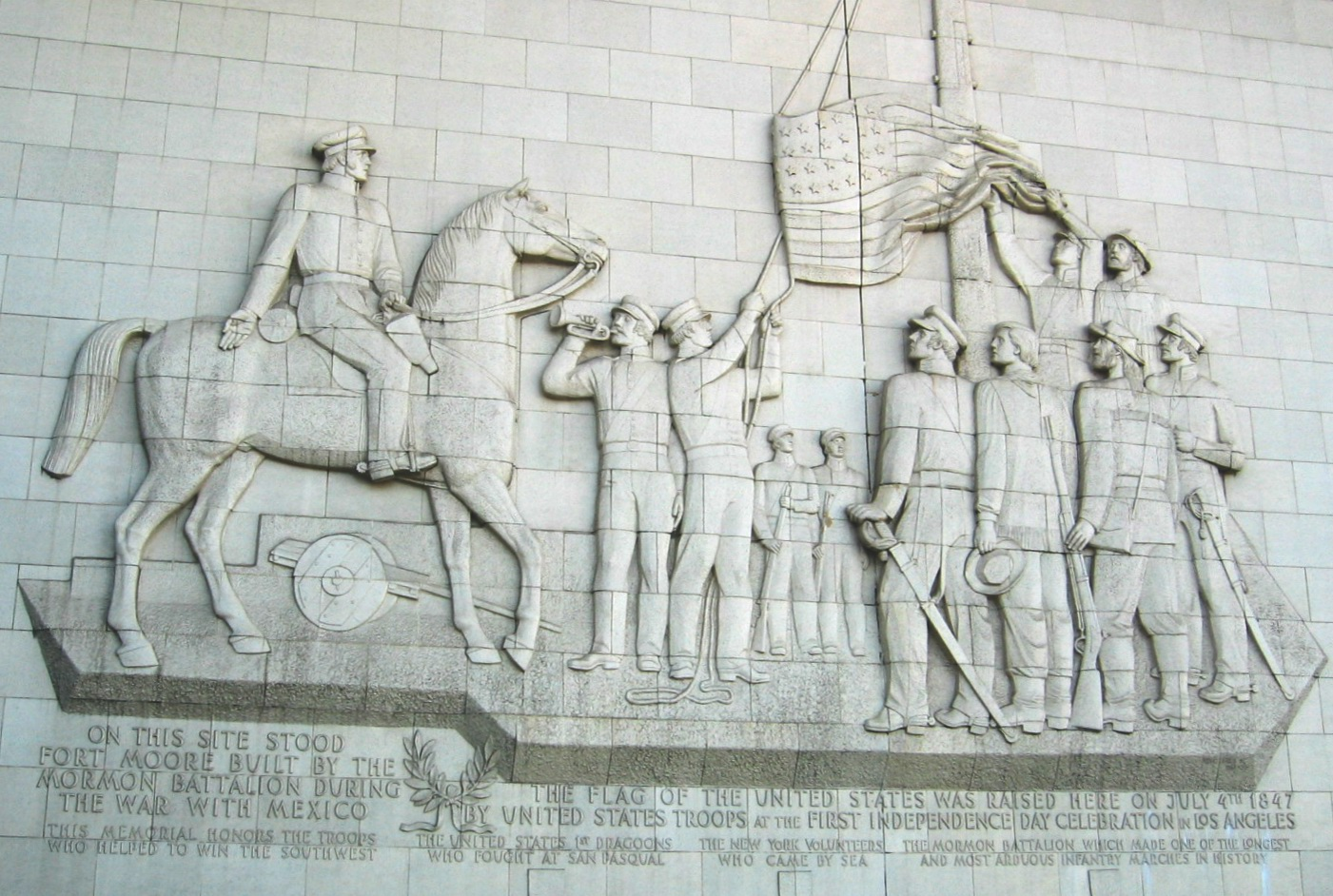
ロサンゼルスにあるフォートムーア開拓記念碑

アイオワからの1,900マイルの行軍の後、モルモン大隊は1847年1月29日、カリフォルニア州サンディエゴに到着した。彼らがロサンゼルスで1847年7月16日に除隊されるまでの続く5ヶ月間、大隊は訓練を受け、カリフォルニア南部のいくつかの場所で作戦任務を実行した。兵士の多くが、民間土木のプロジェクトを手伝った。モルモン大隊が手がけたひとつの大きなプロジェクトは、現在のロサンゼルスのダウンタウンに立てたフォートムーアの要壁（Fort Moore）で、これは恐らくカリフォルニアで最初の合衆国軍の施設のひとつであった。しかし、およそ22名のモルモン兵士が、この任務の間に病疫や他の自然災害で死亡した。およそ80名の兵士は、さらに別の6ヶ月間の任務のために再入隊した。
数名の兵士は、軍事法廷のために東部に向かうジョン・C・フレモントをエスコートした。
数名の解雇された退役兵は、サッターズ・ミル（Sutter's Mill）でジェームズ・マーシャルのためにサクラメント地域で働いた。ヘンリー・ビルラーは金鉱が発見された1848年1月24日のできごとを、彼の日記に記録している。その日記は現在カリフォルニア州サンマリノのハンティントン図書館に展示されている。この金の発見は、翌年のカリフォルニア・ゴールドラッシュのきっかけとなった。